# Хуммельт, Лилли
Джулиа́на (Ли́лли) Ху́ммельт (нем. Juliane "Lilly" Hummelt) — австрийская кёрлингистка и тренер по кёрлингу.
В составе женской сборной Австрии участница чемпионата мира 1991 (заняли девятое место) и четырёх чемпионатов Европы (наивысшее занятое место — седьмое).
Играла в основном на позиции четвёртого, была скипом команды.

## Достижения
- Чемпионат Австрии по кёрлингу среди женщин: золото (1986, 1987), серебро (1992), бронза (1985, 1990, 1991).

## Команды
| Сезон   | Четвёртый          | Третий             | Второй             | Первый         | Запасной       | Турниры            |
| ------- | ------------------ | ------------------ | ------------------ | -------------- | -------------- | ------------------ |
| 1986—87 | Лилли Хуммельт     | Анна Эггер         | Andrea von Malberg | Jutta Kober    |                | ЧЕ 1986 (12 место) |
| 1987—88 | Лилли Хуммельт     | Andrea von Malberg | Inge Lamprecht     | Jutta Kober    |                | ЧЕ 1987 (7 место)  |
| 1989—90 | Лилли Хуммельт     | Eva Nägele         | Моника Хёльцль     | Margit Dalik   |                | ЧЕ 1989 (12 место) |
| 1990—91 | Эдельтрауд Куделка | Маргит Хольцер     | Анна Эггер         | Вероника Хубер | Лилли Хуммельт | ЧЕ 1990 (9 место)  |
| 1990—91 | Вероника Хубер     | Эдельтрауд Куделка | Анна Эггер         | Маргит Хольцер | Лилли Хуммельт | ЧМ 1991 (9 место)  |

(скипы выделены полужирным шрифтом)

## Результаты как тренера национальных сборных
| Год  | Турнир                                       | Сборная           | Место            |
| ---- | -------------------------------------------- | ----------------- | ---------------- |
| 2018 | Чемпионат Европы по кёрлингу 2018 (группа C) | Австрия (женщины) | 21 (в гр. C — 4) |